# Trigonostemon chinensis
Trigonostemon chinensis là một loài thực vật có hoa trong họ Đại kích. Loài này được Merr. miêu tả khoa học đầu tiên năm 1922.